# S. K. Ramachandra Rao
S. K. Ramachandra Rao (1925. szeptember 4. – 2006. február 2.) indiai szerző, szanszkrittudós és pszichológiaprofesszor.
Könyvei, amelyek nagyrészt kannada nyelven és angolul íródtak, indiai kultúrával, filozófiával, művészettel, zenével és irodalommal foglalkoznak. Ezek ősi indiai szövegeken és ritka kéziratokon végzett kutatásain alapulnak. Halálakor egy harminckét kötetes, angol nyelvű, Rigvédával foglalkozó munkán dolgozott.
2006. február 2-án halt meg Bangalore-ban, itt hagyva feleségét és két gyermekét.

## Korai évek
Saligrama Krishna Ramachandra Rao 1925. szeptember 7-én született Hasszanban, egy kis dél-indiai városkában. Korai gyermekéveit nagyszüleivel Bangalore-ban töltötte, ahol iskolába kezdett járni. Agnihotri Yajnavitthalachar tudóstól szanszkritul is elkezdett tanulni. Későbbi élete során e szanszkrit képzés számos könyv megírásában segítette. 
Amikor nagyapja elhunyt, egy Nanjanagudu nevű kisvárosba költözött, ahol akkoriban szülei is tartózkodtak. Nemsokára Maiszúrba ment, hogy iskoláit befejezze; pszichológiából szerezte meg egyetemi diplomáját.

## Munka
Először kutatóasszisztensként helyezkedett el az Indiai Tudományos Intézetben, mielőtt átment volna az All India Institute of Mental Health-hez (ma NIMHANS). 1965-re a klinikai pszichológia osztály vezetőjévé léptették elő.
Mialatt a NIMHANS-nál dolgozott, megírta a The Development of Psychological Thought in India (A pszichológiai gondolkozás fejlődése Indiában) című könyvét. Megalkotta továbbá a Thematic Apperception Test (TAT) kártyák indiai változatát és ezeken alapuló kísérleteket vezetett. Szintén fontos szerepet játszott a NIMHANS-nál alkalmazott tanterv átdolgozásában, hogy belevonja az indiai filozófia azon szempontjait, amelyek befolyást gyakoroltak a pszichológia tanulmányozására.
1965-ben otthagyta a NIMHANS-t, és különböző bangalore-i intézményeknél kezdett utazó professzorként tevékenykedni, kurzusokat tartott és előadott pszichológiáról, indológiáról, filozófiáról, a szociális munka és az oktatás kérdéseiről.
Későbbi életében idejét a nyilvános szereplés, írás, valamint tanulók otthonában való oktatása között osztotta fel.

## Szerző
Könyvei elsősorban az indiai kultúrával, filozófiával, művészettel, zenével és irodalommal foglalkoznak. Ezek régi indiai szövegeken és ritka kéziratokon végzett kutatásokon alapulnak. 
Szanszkritul színdarabot is írt, valamint páli nyelvű kommentárt készített a  Buddhagósa-féle Visuddhimaggához. Páli nyelven értekezést is írt Sumangala-gatha címmel, amely a The Light of the Dhamma (A Dhamma fénye) folyóiratban jelent meg.
A halála előtti években egy harminckét kötetes, Rigvédáról szóló, angol nyelvű anyagon dolgozott. Ennek tizenhatodik kötete egy évvel a halála után jelent meg.

## Más munkái
Festőként és szobrászként is működött. Alkotásai közül az egyik Bangalore-ban, a Ravindra Kalashetrában tartott állandó kiállításon szerepel.